# Споднє Дуплє
Споднє Дуплє (словен. Spodnje Duplje) — поселення в общині Накло, Горенський регіон, Словенія. Висота над рівнем моря: 444 м.